# Guaimar al II-lea de Salerno
Guaimar al II-lea (Waimar, Gaimar, Guaimario, uneori numit Gybbosus, "Ghebosul") (d. 4 iunie 946) a fost un principe longobard de Salerno, de la 901 până la moarte.

## Origine
Tatăl său a fost principele Guaimar I, iar mama se numea Itta. Guaimar al II-lea a fost asociat la domnie alături de tatăl său încă din 893.
În 895, atunci când tatăl său a fost capturat, Guaimar al II-lea a guvernat principatul, iar când ducele Athanasie de Neapole a incitat o răscoală împotriva tatălui său, intervenția promptă a lui Guaimar al II-lea a făcut ca revolta să fie stinsă. După ce despoticul și nepopularul său tată s-a retras în 901 (sau a fost forțat să o facă) la mănăstirea din San Massimo, Guaimar al II-lea a preluat întreaga conducere a principatului.

## Politică
Pentru început, Guaimar a continuat bunele relații cu Imperiul Bizantin promovate de tatăl său și a primit de la Constantinopol titlurile de patrikios și protospatharius. De asemenea, el s-a aliat cu Principatul de Capua, pe atunci unit cu Ducatul de Benevento, căsătorindu-se cu Gaitelgrima, fiica principelui Atenulf I. În fapt, este vorba de o a doua căsătorie a sa, despre prima necunoscându-se informații, doar că, urmând politica de alianțe în sudul Italiei, a căsătorit-o pe fiica din prima sa căsătorie, Rotilda, cu Atenulf al III-lea Carinola, nepotul de frate al lui Atenulf al II-lea și fiul lui Landulf I.
Ca și socrul său, Atenulf I de Benevento, Guaimar al II-lea s-a raliat luptei împotriva sarazinilor. El a participat la bătălia de la Garigliano din 915, în care trupele reunite din Ducatul de Gaeta, Ducatul de Neapole, Principatul de Capua, Ducatul de Benevento, Principatul de Salerno, Lazio, Ducatul de Spoleto, Roma și bizantinii din Catepanatul de Italia au înfrânt pr musulmanii din fortăreața de la Garigliano. Anonima Chronicon Salernitanum atribuie multe dintre victoriile asupra sarazinilor lui Guaimar al II-lea.
După episodul Garigliano, Guaimar s-a alăturat lui Landulf I Benevento (Landulf al III-lea de Capua) împotriva bizantinilor, renunțând la supunerea față de aceștia, în 923 sau 926. Prin înțelegere cu Landulf, ei au atacat simultan Apulia și Campania, deja stabilind împărțirea noilor achiziții teritoriale, Apulia urmând să revină lui Landulf, iar teritoriile din Campania lui Guaimar. Însă, în vreme ce acțiunea lui Guaimar s-a bucurat de succes, Landulf nu a reușit să avanseze în teritoriul bizantin, drept pentru care principele de Capua și Benevento a solicitat ajutorul și din partea ducelui Theobald I de Spoleto, însă lipsa de scrupule a acestuia din urmă a provocat ruperea întregii alianțe, drept pentru care Guaimar, la începutul anilor '30, a revenit la supunerea față de Bizanț, aceasta și în urma persuasiunii protospatarului Epifanius. În 940, la insistențele soției sale, Guaimar l-a acceptat pe principele Landulf de Conza, exilat din Benevento alături de fiii săi, și le-a oferit teritorii în Salerno.
Pe plan intern, Guaimar al II-lea este direct responsabil pentru creșterea măreției principatului de Salerno: el a restaurat palatul princiar, a construit campanila bisericii San Pietro și a revenit la emiterea de monede de aur.
Guaimar a fost un principe pios. El a decorat San Massimio, care fusese întemeiat de către bunicul său, Guaifer. De asemenea, în ultimii săi ani a acordat sprijin abației de Cluny.
El l-a asociat la conducere pe fiul său avut cu cea de a doua soție, Gisulf I, începând din anul 943.